# Batrachophrynus macrostomus
Batrachophrynus macrostomus är en groddjursart som beskrevs av Peters 1873. Batrachophrynus macrostomus ingår i släktet Batrachophrynus och familjen Ceratophryidae. Inga underarter finns listade.
Individerna blir upp till 30 cm långa. Arten är lite större än Batrachophrynus brachydactylus som är den andra arten i samma släkte. Groddjuret kännetecknas av en oval bål, av långa extremiteter och av en spetsig nos.
Detta groddjur förekommer i Junínsjön i Peru, i angränsande vattendrag och i norra mindre insjöar i samma region. Sjön ligger i Anderna vid 4088 meter över havet. En population introducerades i Mantarodalen.
Individerna vistas hela livet i vattnet. Arten föredrar klart vatten och områden där inga introducerade fiender som regnbågsöring förekommer. Även inhemska fiskar som arter av släktet Orestias bör vara fåtaliga. Batrachophrynus macrostomus har främst blåssnäckor och ådagsländor som föda.
Beståndet hotas av den introducerade regnbågsöring. Groddjuret fångades en längre tid av den inhemska befolkningen för köttets skull. Ett annat hot är gruvdrift och nya samhällen i regionen som medför vattenföroreningar. Flera exemplar drabbas av introducerade skadeorganismer som svampen Batrachochytrium dendrobatidis eller av sjukdomar som ranavirus. Utbredningsområdet är begränsat och populationen minskar. IUCN listar arten som starkt hotad (EN).